# Oldovan

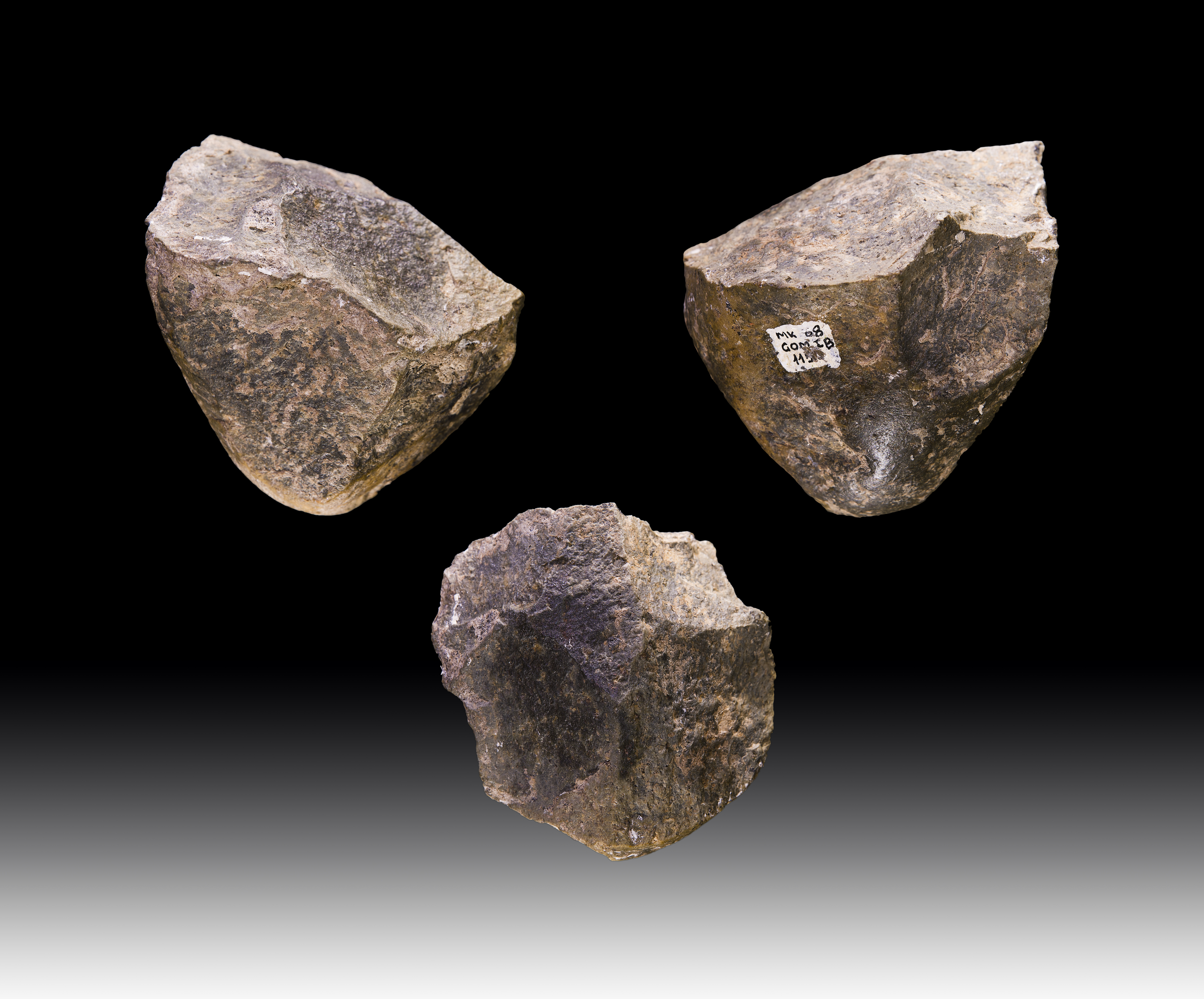
Oldovanské nástroje, asi 1,7 milionu let

Oldovan je archeologická kultura nejstaršího paleolitu známá pouze z kamenné industrie. Tato kultura byla rozšířena hlavně ve východní Africe podél zlomové propadliny mezi 2,7 až 0,5 milionem let. Název vznikl podle první lokality s typicky opracovanými kameny Olduvai v severní Tanzanii.
Tato industrie bývá tradičně spojována s Homo habilis, ale nově se objevily hypotézy, že nástroje oldovanské kultury mohl vyrábět i Paranthropus robustus a zpočátku snad také Homo erectus. Makak jávský je však také schopen vytvořit takové nástroje. Šimpanz si také podobně vybírá kameny.

## Nástroje
Valouny se opracovávaly primitivním způsobem a jsou jen těžko rozeznatelné. Z jádra byly odděleny úštěpy a takto upravené jádro s ostrými plochami se užívalo ke krájení, seškrabování, otloukání apod. Tyto nástroje nebyly užívány k lovu, jak naznačovaly mnohé starší romantické hypotézy, mnohem spíše jen k porcování zbytků zvěře ulovené velkými šelmami.
Nástroje dělíme podle stupně opracování
- hrubotvará industrie byla vyráběna obvykle z lávy; sem patří sekáče, protobifasy a otloukače,
- drobné tvary se vyráběly ze silicitů a křemenů, např. drasadla, škrabadla, odštěpovače nebo zoubkové nástroje.

## Dělení

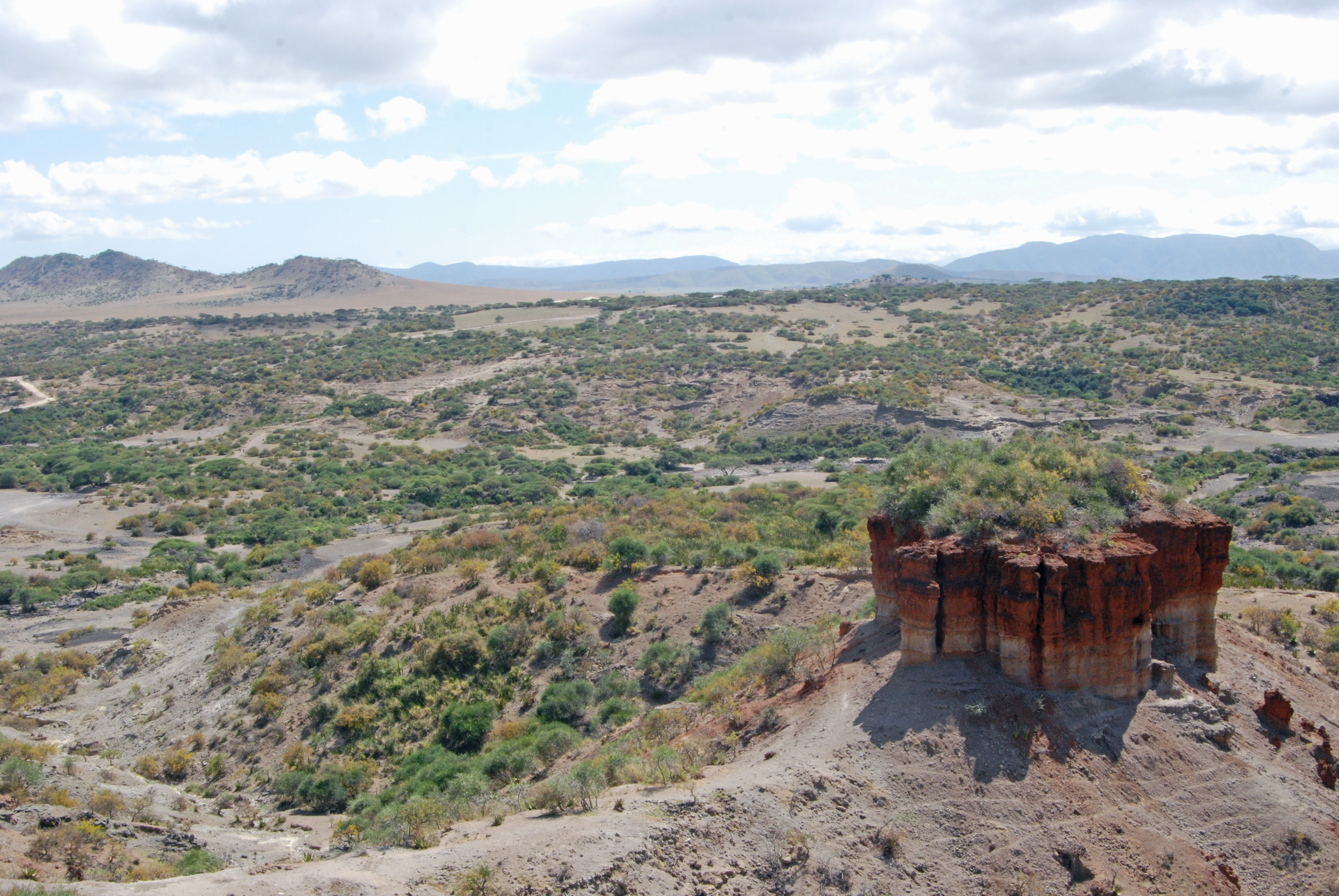
Olduvaiská rokle

Období oldovan se dříve rozdělovalo na
- pre-oldovan (2,7 – 1,9 milionů let):

hlavní naleziště jsou: Kada Gona v Etiopii, Omo u jezera Turkana, Yiron u Tiberiadského jezera v Izraeli, Šandalja I. na Istrijském poloostrově, Chilhac III. ve Francii (i když tato lokalita bývá často zpochybňována)
- oldovan (1,8 – 1,5 milionů let)

Olduvai, Koobi Fora u jezera Turkany, Ubeidya v Izraeli, Dmanisi v Gruzíi, Orco v Granadě
- vyvinutý oldovan (1,5 – 0,6 milionů let)

Nyní následuje acheuléen.